# Pine Mountain Jump
Pine Mountain Jump är en hoppbacke i Iron Mountain i Dickinson County i delstaten Michigan i USA. Backen har K-punkt 120 meter och backstorlek (Hill Size/HS) 133 meter. Backen är den största stora backen i USA. (Skidflygningsbacken Copper Peak i Mischigan är den enda större backen i USA, men backen används inte.) Till backanläggningen hör också tre små backar, K38, K25 och K10. Officiellt backrekord i stora backen är 140,0 meter och tillhör Masahiko Harada från Japan, satt under en världscuptävling 18 februari 1996. Längsta hoppet (dock inte officiellt backrekord) gjorde Stefan Thurnbichler från Österrike under en tävling i kontinentalcupen (COC) 15 februari 2009 då han hoppade 143,5 meter.

## Historia
Den första "konstgjorda" hoppbacken i Iron Mountain restes 1929 vid Hemlock Street. 1933 byggdes en hoppbacke vid Crystal Lake och döptes Devil's Hill. Backen invigdes 5 januari 1934. Samtidig grundades skidföreningen Kiwanis Ski Club. 1937 startade kunstruktion och byggande av backen i Iron Mountain. Backen färdigställdes 1938 och invigdes 1939 med en tävling där Bob Roecker från Duluth vann före Alf Engen från Salt Lake City. Roecker hoppade 257 fot (78,3 meter) vilket var amerikansk rekord. Pine Mountain Jump renoverades och utbyggdes ofta och 1948 gjordes backen större. Efter en brand 1977 gjordes en större renovering och ombyggnad.
1996 och 2000 arrangerades världscup i Pine Mountain Jump. Jens Weissflog från Tyskland vann världscuptävlingen 17 februari 1996 före Andreas Widhölzl från Österrike och Ari-Pekka Nikkola från Finland och i världscuptävlingen dagen efter vann Masahiko Harada från Japan före Adam Małysz från Polen och finländaren Kimmo Savolainen. I världscuptävlingen 22 februari 2000 vann Martin Schmitt från Tyskland före Tommy Ingebrigtsen från Norge och Stefan Horngacher från Österrike. Martin Schmitt vann även dagen efter. Andreas Widhölzl slutade tvåa före landsmannen Andreas Goldberger.
Kontinentalcupen har arrangerats i backen årligen sedan 2002 (med undantag av 2003).